# 陳清義
陳清義（1928年9月15日—1997年2月28日），臺灣屏東縣長治鄉出生人物。臺灣日治時期就讀高雄州立屏東農業學校（國立屏東科技大學）、1951年臺灣省立農學院（今國立中興大學）農藝系畢業後，陸續任職嘉義高級農業職業學校、臺灣省立屏東農業專科學校、臺灣省立農學院植物系講師，1962年赴日留學、1967年獲得九州大學農學博士學位，回台後升任農學院教授，直至1988年出掌國立中興大學校長；為中興大學第一位校友出身的校長。1996年當選國立中興大學第一屆傑出校友。1997年因病辭世，享壽69歲。
| 教育職務      | 教育職務                               | 教育職務      |
| ------------- | -------------------------------------- | ------------- |
| 國立中興大學  |                                        |               |
| 前任： 貢穀紳 | 國立中興大學校長 第七任 1988年－1994年 | 繼任： 黃東熊 |